# João Crisóstomo de Abreu e Sousa
João Crisóstomo de Abreu e Sousa (Lisbonne, 27 janvier 1811 - Lisbonne, 7 janvier 1895) est un général de l'armée qui est devenu le Premier ministre du Portugal entre le 14 octobre 1890 et le 17 janvier 1892 dans un gouvernement non partisan organisé par la ligue libérale.